# Jan Björklund
Jan Arne Björklund (født 18. april 1962 i Skene, Västergötland, Sverige) er en svensk politiker, der var formand for Folkpartiet (senere kaldt Liberalerna) 2007-19. samt svensk uddannelsesminister 2007-14 og vicestatsminister 2010-14. 
Björklund blev valgt som partiformand ved Folkpartiets landsmøde i september 2007. På posten efterfulgte han Lars Leijonborg. I Fredrik Reinfeldts første regering i 2006 blev han skoleminister, men overtog i kraft af partilederskiftet også Leijonborgs rolle som uddannelsesminister.
Han aftjente værnepligt i 1981-1982, hvilket blev begyndelsen på en lang karriere indenfor militæret. I 1985 blev han officer, i 1986 løjtnant, hvorefter han blev chef for beredskabsplutonen i den svenske livgarde. I 1986 supplerede han med en eksamen fra Krigshögskolan og studerede også ved Militärhögskolan Karlberg i 1991-1993 og blev derefter major og chef for stadsskyttebataljonen. I 1994 forlod han imidlertid forsvaret for at hellige sig politik på fuldtid.
Det politiske engagement går tilbage til 1976, hvor han blev medlem af Folkpartiets ungdomsförbund (nu Liberala Ungdomsförbundet). I 1985 blev han anden næstformand i organisationen, og valgtes i den egenskab som medlem af Folkpartiets ledelse i 1987. I 1994 blev han valgt til bystyret i Stockholms kommun, hvor han sad frem til 2006; fra 1998-2002 som skoleborgmester og fra 2002-2006 som såkaldt borgmester uden særligt ansvar. Han kom ind i partiets ledelse i 1995 og blev anden næstformand i 1997. Siden 2006 har han været medlem af Riksdagen.
I 2019 meddelte Björklund, at han ønskede at forlade posten som partileder for Liberalerna. Han efterfulgtes af sin tidligere ministerkollega Nyamko Sabuni.